# Arroz a la cubana
Arroz a la cubana, ou arroz cubano (« riz à la cubaine »), est un plat populaire à base de riz dans plusieurs pays hispanophones. Ses ingrédients principaux sont le riz et un œuf au plat. Une banane plantain ou une banane classique, ainsi que de la sauce tomate, sont si fréquemment utilisées qu'elles sont souvent considérées comme des ingrédients déterminants,. En Catalogne, la saucisse remplace souvent la banane plantain. Son origine n'est pas définitivement connue ; diverses sources informelles affirment sans références qu'il est originaire du Pérou, des Philippines, etc. Certains auteurs considèrent qu'il pourrait provenir de plats de riz avec des œufs frits de Cuba, à l'époque où ce pays était une colonie espagnole.

## Variantes
Il existe de nombreuses petites variantes, même au sein des mêmes régions. En Espagne, un plat typique d'arroz a la cubana consiste en une portion de riz blanc avec de la sauce tomate et un œuf au plat. Parfois, une banane plantain ou banane classique est frite avec les autres ingrédients.
L'arroz a la cubana est consommé aux Philippines depuis l'époque coloniale espagnole. La version contemporaine comprend toujours du bœuf haché cuit avec des tomates ou de la sauce tomate, et cette préparation de bœuf en elle-même correspond au picadillo en Amérique latine. En d'autres termes, l'arroz a la cubana aux Philippines est une combinaison du picadillo et de l'arroz a la cubana tels qu'ils sont compris dans d'autres pays. Il se compose généralement de bœuf haché sauté avec des oignons, de l'ail, de la sauce tomate, des pommes de terre en dés, des raisins secs et des carottes en dés, plus du riz blanc, un œuf au plat et une banane classique mûre, tranchée dans le sens de la longueur et frite. Au Pérou, il est courant que le plat soit composé de riz blanc, de plantain frit, d'une saucisse à hot-dog frite et d'un œuf au plat sur du riz blanc. 